# Ferrari
Ferrari S.p.A. je italijansko podjetje, ki proizvaja športne avtomobile v mestu Maranello. Podjetje je leta 1929 ustanovil Enzo Ferrari. Sprva je bilo podjetje usmerjeno v izdelavo dirkalnih avtomobilov. Sponzoriralo je voznike in proizvajalce dirkalnih avtomobilov, preden se je leta 1947 usmerilo v komercialno proizvodnjo športnih avtomobilov pod imenom Ferrari S.p.A.. Podjetje ima v lasti tudi zasebno dirkalno stezo Fiorano Circuit. Trenutni predsednik Ferrarija je Benedetto Vigna.

## Zgodovina
Leta 1929 Enzo Ferrari je ustanovil podjetje Scuderia Ferrari, ki je bilo le približek današnjemu podjetju. Sprva je bilo podjetje namenjeno sponzoriranju voznikov amaterjev v dirkaškem svetu. 1943 leta se je Ferrarijeva proizvodnja preselila v Maranello, kjer se nahaja še danes. Leto pozneje je bila tovarna porušena med bombnim napadom v 2. svetovni vojni, vendar je bila naslednje leto že obnovljena. 
Pravi začetek Ferrarija je bilo leto 1947. Takrat so izdali prvi cestni avtomobil Ferrari 125 Sport. Poganjal ga je 1,5 litrski V12 bencinski motor. 
Prvo Grand Prix lovoriko je za Ferrari leta 1951 osvojil Froilán González, leto pozneje pa je v njihovem vozilu Alberto Ascari osvojil naslov svetovnega prvaka.
Leta 1969 je podjetje Fiat kupilo 50% delež podjetja Ferrari, kar je pripomoglo k hitrejšemu razvoju podjetja. Proizvajati so začeli več različnih modelov, zgradili so dodatne proizvodne  objekte. Pet let pozneje se je njihovi dirkaški ekipi pridružil legendarni Niki Lauda. 1987 leta je bil javnosti predstavljen zadnji izdelek (Ferrari F40) pod vodstvom Enza Ferrarija, ki je naslednje leto preminil. Njegovo mesto je prevzel Luca Cordero di Montezemolo. Pred sezono 1996 je Ferrari ponovno zaposlil novega voznika dirkalnih avtomobil, ki se je, tako kot Niki Lauda zapisal v zgodovino kot eden izmed najboljših voznikov. Za 30 milijonov letne plače so namreč zaposlili Michaela Schumacherja .
Lastništvo podjetja se je ponovno spremenilo 2008 leta, ko je dodatni 25% delež kupil Fiat, ki ima v celoti 85% delež podjetja. 5% delež pripada podjetju Mubdala Development Company. To je podjetje, ki je delno sofinanciralo izgradnjo Ferrarijevega parka v Abu Dhabiju. Preostalih 10% pa je v lasti drugega sina Enza, Pierra Ferrarija.

## Logotip
Uradni simbol in logotip podjetja predstavlja poskočni konj črne barve na rumeni podlagi, znan kot »Cavallino rampante«. Na vrhu so dodane še barve italijanske zastave (zelena, bela in rdeča), pod konjem pa začetnici podjetja S in F (Scuderia Ferrari).

## Ferrarijev park
Je Ferrarijev zabaviščni park, ki se nahaja v Abu Dhabiju. Zgrajen je na 200.000 m2 (2.200.000 sq ft) in je v celoti pokrit s streho. V višino meri 50 metrov in s celotnim obsegom 2200 metrov. Odprli so ga 4. novembra 2010. Park vsebuje mnogo različnih atrakcij med katerimi so tudi avtošola za otroke, G-Force, stolp, ki izstreli uporabnika 65 metrov nad stavbo ter Racing Legends kar je interaktivna predstava pomembnih dogodkov v Ferrarjevi zgodovini. 

### Zanimiva dejstva
- Celotna površina objekta je tako velika, da lahko z njim pokrijemo 7 nogometnih igrišč.
- Na strehi objekta je narisan največji Ferrarijev logotip, ki v dolžino meri 65 metrov.
- Streho objekta prekriva tolika aluminija, da bi z njim lahko pokrili 16750 Ferrarijevih vozil.
- Za izgradnjo konstrukcije so potrebovali 12 370 ton železa, med tem ko je Eifflov stolp za konstrukcijo potreboval "samo 7000 ton."

## Modeli cestnih avtomobilov
Trenutno Ferrari proizvaja 8 različnih modelov. 
| Ferrari 812 GTS                 | Ferrari 296 GTB *              | Ferrari SF90 Stradale          | Ferrari SF90 Spider            |
| ------------------------------- | ------------------------------ | ------------------------------ | ------------------------------ |
| - V12 - 6.5 L - 789 HP - (2021) | - V6 - 3.0 L - 819 HP - (2022) | - V8 - 4.0 L - 986 HP - (2019) | - V8 - 4.0 L - 986 HP - (2019) |
| Ferrari F8 Tributo              | Ferrari F8 Spider              | Ferrari Roma                   | Ferrari Portofino M            |
| - V8 - 3.9 L - 710 HP - (2019)  | - V8 - 3.9 L - 710 HP - (2019) | - V8 - 3.9 L - 612 HP - (2020) | - V8 - 3.9 L - 612 HP - (2017) |

*Ferrari 296 GTB je predviden za proizvodnjo v letu 2022.